# Marius Croitoru
Marius Marian Croitoru (ur. 2 listopada 1980 w Giurgiu) – były rumuński piłkarz, a następnie trener.

## Kariera klubowa
W swojej karierze grał w takich klubach jak: Turistul Bukareszt, FCM Bacău, FC Vaslui, Steaua Bukareszt, Ceahlăul Piatra Neamț, FCM Bacău, Politehnica Jassy i kazachski FK Atyrau i Astra Giurgiu.